# 千林駅
千林駅（せんばやしえき）は、大阪府大阪市旭区千林一丁目にある、京阪電気鉄道京阪本線の駅。駅前は、ダイエーの生誕地でもある。駅番号はKH08。

## 歴史
開業当時は当駅が森小路駅を名乗っていた。2度の改名を経て千林駅となる。
- 1910年（明治43年）4月15日：京阪本線（旧線）開通と同時に森小路停留所として開業[2]。（現在地より西約250m）
- 1931年（昭和6年）
  - 10月14日：専用軌道化とともに現在地に移設[2]。
  - 12月28日：森小路千林駅に改称[2]。
- 1933年（昭和8年）12月29日：複々線化。
- 1942年（昭和17年）4月1日：千林駅に改称[2]。
- 1943年（昭和18年）10月1日：会社合併により京阪神急行電鉄（現・阪急電鉄）の駅となる。
- 1945年（昭和20年）9月15日：輸送復旧のため閑散時、駅の使用中止[2]。
- 1946年（昭和21年）
  - 2月15日：駅の使用制限撤廃[2]。
  - 7月6日：東改札口を新設[2]。
- 1949年（昭和24年）12月1日：会社分離により京阪電気鉄道の駅となる。
- 1975年（昭和50年）10月15日：大阪行きホーム下に「京阪千ぶら街」開業[3]。
- 1981年（昭和56年）12月14日：駅舎改良[2]。
- 1992年（平成4年）9月：駅舎改築竣工。
- 1993年（平成5年）1月27日：8連化に対応するためのホーム延伸工事が完成[4]。
- 1998年（平成10年）
  - 3月31日：身障者対応エレベーター2基設置[5]。
  - 6月13日：駅改良工事が竣工[2]。身障者対応の多目的トイレを設置[6]。
  - 12月11日：第5回「大阪・心ふれあうまちづくり賞」の「大阪市長賞」を受賞[2]。
- 2010年（平成22年）
  - 4月2日：千林商店街が「せんばやし発祥100年」のイベントとして「パネル写真展」開催（※同年5月30日まで）。
- 2013年（平成25年）6月29日：ホーム異常通報装置の設置、運用開始[7]。
- 2016年（平成28年）10月31日：コンコースに旅客案内ディスプレーを設置[8]。
- 2019年（令和元年）
  - 9月20日：東改札口を廃止（7月20日より使用が中止されていた）。
  - 9月21日：トイレのリニューアル工事竣工、使用開始。男女共全個室を洋式トイレに[9]。

## 駅構造

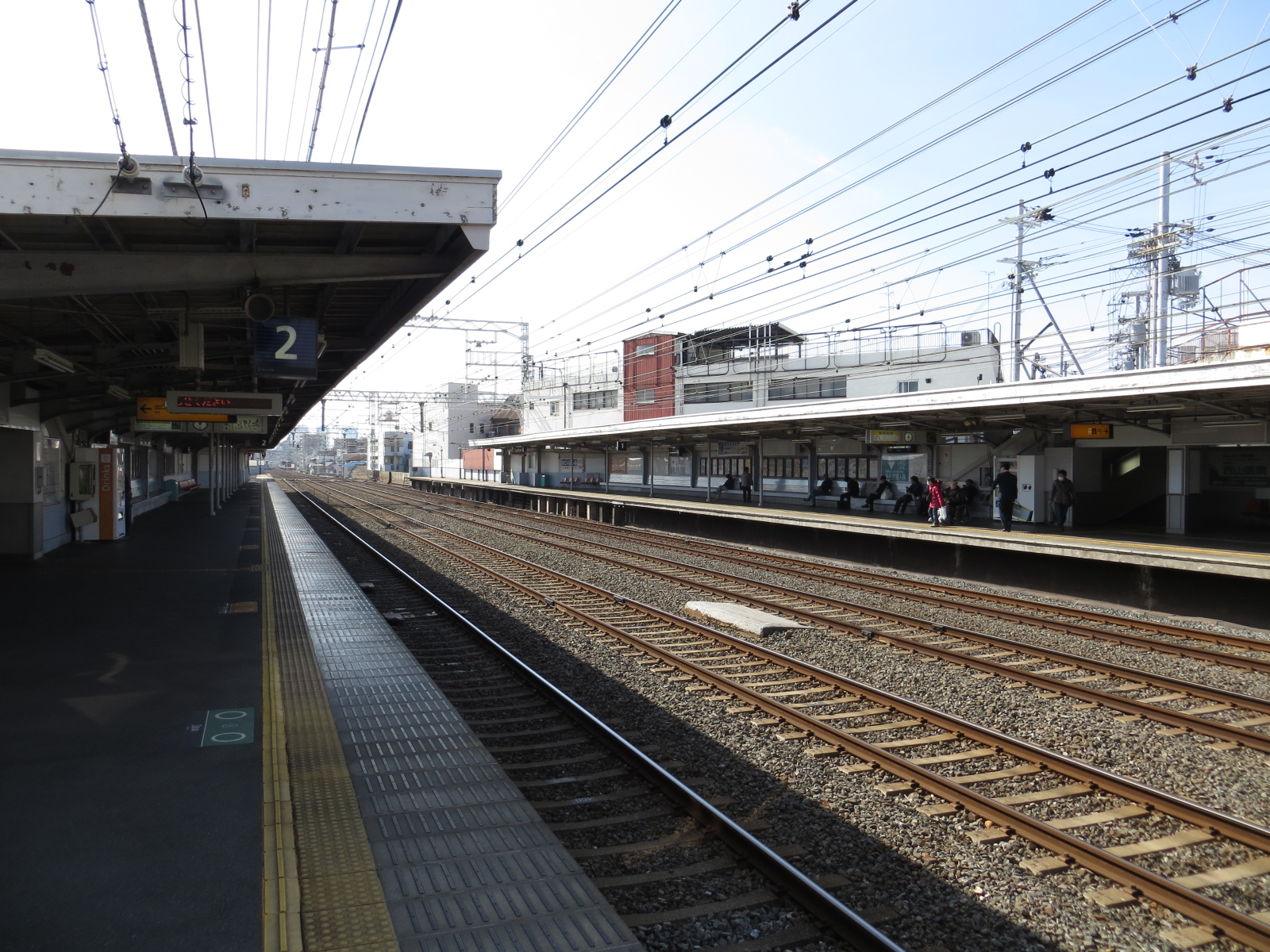
ホーム（2013年2月）

無人駅である。また、改札内外にはトイレがある。
通過線2本を挟んだ相対式2面2線のホームを持つ高架駅。改札口は1階、ホームは2階にある。隣の滝井駅同様に通過線（A線）にホームはなく、外側2線（B線）のみホームがある。改札口は通常、西改札口のみを供用する。平日と土曜日の朝ラッシュ時のみ（午前7時から9時まで）開放される東改札口があったが、2019年7月20日をもって使用中止となった後9月20日に閉鎖された。上下線とも改札階とホーム階を結ぶエレベーターが整備されている。また東改札口横に男女別の水洗トイレを完備する。
隣の滝井駅とはわずか400mしか離れていない。

### のりば
| 番線 | 路線      | 方向 | 行先                 |
| ---- | --------- | ---- | -------------------- |
| 1    | ■京阪本線 | 上り | 三条・出町柳方面     |
| 2    | ■京阪本線 | 下り | 淀屋橋・中之島線方面 |

- 両ホームとも有効長は8両。

## 利用状況
2023年（令和5年）度の1日当たりの利用者数は6,233人。
近年の1日あたりの利用状況推移は下記の通り。
| 年度   | 特定日   | 特定日   | 1日平均 乗車人員 | 出典   |
| 年度   | 乗降人員 | 乗車人員 | 1日平均 乗車人員 | 出典   |
| ------ | -------- | -------- | ---------------- | ------ |
| 1995年 | 16,884   | 9,042    | 9,440            | [ 13 ] |
| 1996年 | -        | -        | 9,709            | [ 14 ] |
| 1997年 | -        | -        | 9,070            | [ 15 ] |
| 1998年 | 14,679   | 7,578    | 8,737            | [ 16 ] |
| 1999年 | -        | -        | 8,035            |        |
| 2000年 | 13,775   | 7,016    | 7,853            | [ 17 ] |
| 2001年 | -        | -        | 7,342            |        |
| 2002年 | 13,309   | 6,774    | 7,149            | [ 18 ] |
| 2003年 | 12,913   | 6,511    | 7,060            | [ 19 ] |
| 2004年 | 12,180   | 6,151    | 6,941            | [ 20 ] |
| 2005年 | 11,757   | 5,961    | 6,936            | [ 21 ] |
| 2006年 | 11,507   | 5,766    | 6,018            | [ 22 ] |
| 2007年 | 10,686   | 5,337    | 5,966            | [ 23 ] |
| 2008年 | 10,125   | 5,036    | 5,476            | [ 24 ] |
| 2009年 | 9,714    | 4,823    | 5,354            | [ 25 ] |
| 2010年 | 9,240    | 4,602    | 4,952            | [ 26 ] |
| 2011年 | 9,037    | 4,503    | 4,679            | [ 27 ] |
| 2012年 | 9,630    | 4,819    | 4,633            | [ 28 ] |
| 2013年 | 8,851    | 4,415    | 5,054            | [ 29 ] |
| 2014年 | 8,730    | 4,317    | 4,677            | [ 30 ] |
| 2015年 | 8,685    | 4,336    | 4,555            | [ 31 ] |
| 2016年 | 8,685    | 4,337    | 4,607            | [ 32 ] |
| 2017年 | 8,785    | 4,381    | 4,781            | [ 33 ] |
| 2018年 | 8,466    | 4,243    | 4,655            | [ 34 ] |
| 2019年 | 8,346    | 4,190    | 4,521            | [ 35 ] |
| 2020年 | 7,162    | 3,573    | 3,098            | [ 36 ] |
| 2021年 | 6,828    | 3,389    | 3,514            | [ 37 ] |
| 2022年 | 6,523    | 3,270    | 3,795            | [ 38 ] |
| 2023年 | 6,970    | 3,498    | 3,657            | [ 39 ] |

## 駅周辺
- 千林商店街
- 旭千林郵便局
- 旭清水郵便局
- 井野屋（月賦百貨店）
- スーパー玉出千林店
- 谷町線 千林大宮駅 - 西へ徒歩7分程度。約600m離れている。

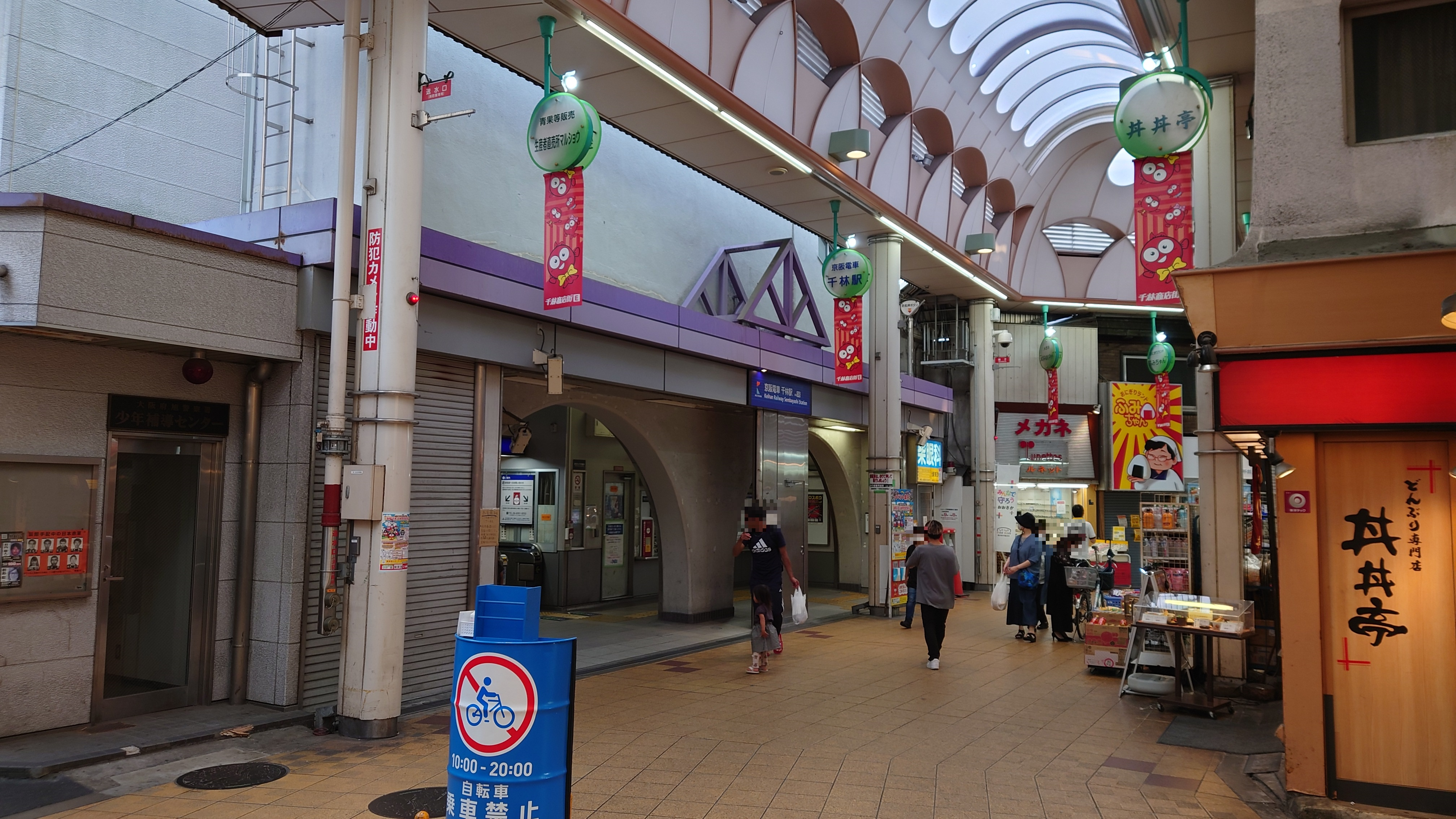
千林駅西改札口周辺
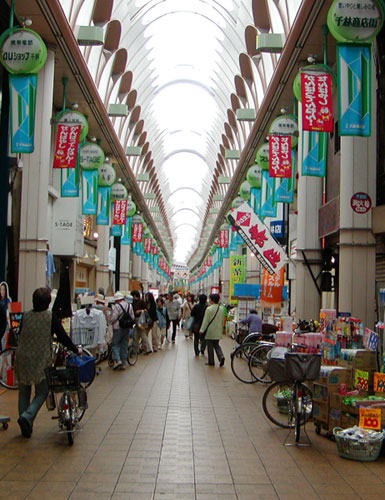
旭区千林商店街

## その他
- 戦前に京阪が計画した京阪梅田線の当初案で、京阪本線からの分岐駅として予定されていた「森小路駅」とは専用軌道化と改称以前の当駅のことである。
- 旧野江信号所（現蒲生変電所）から守口駅（現守口市駅）間の高架複々線区間の両側は、太平洋戦争末期に米軍のB29の空襲から延焼を免れるため強制疎開による家屋取り壊しで防火帯の街路となったが、千林 - 関目間が未処理であったため、現在も線路脇まで宅地が接近しており他の区間と趣きが異なる。
- 1957年、駅前の千林商店街にのちに総合スーパーとなるダイエーの1号店「主婦の店・大栄（ダイエー）薬局店」ができ、大衆消費時代の幕開きとなった[40]。
- 1番ホームに設置されているベンチは異様に長く、電車の長さを使い計測してみたところ目測で28メートルほどあるそうである[10]。

## 隣の駅
京阪電気鉄道
京阪本線
■快速特急「洛楽」・□ライナー・■特急・■通勤快急・■快速急行・■急行・■通勤準急・■準急・■区間急行
通過
■普通
森小路駅 (KH07) - 千林駅 (KH08) - 滝井駅 (KH09)
- 括弧内は駅番号を示す。